# 金特里希河
41°48′22″N 41°46′12″E / 41.8060°N 41.7699°E

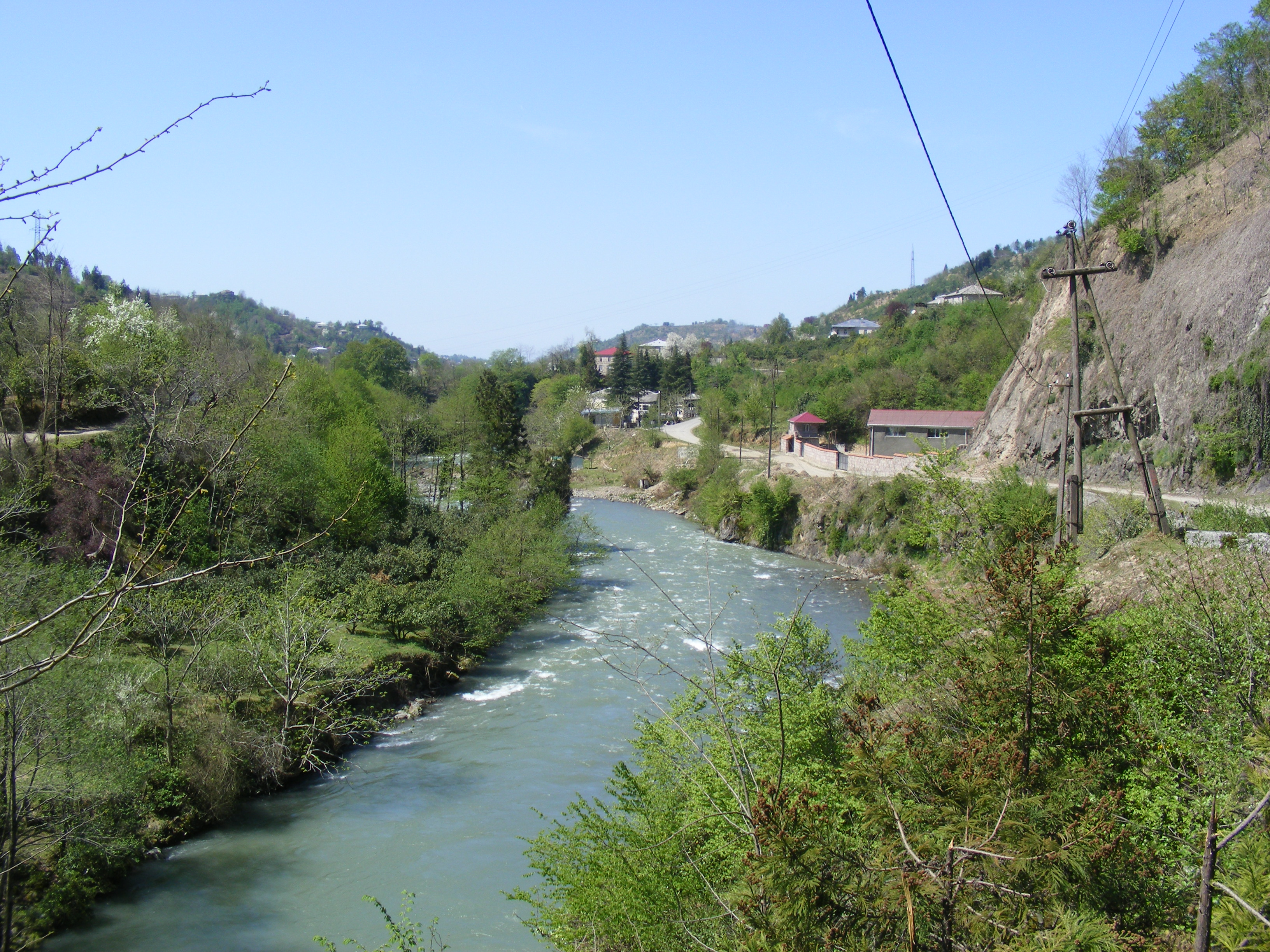

金特里希河是格魯吉亞的河流，位於該國西南部阿扎爾自治共和國，河道全長45公里，流域面積291平方公里，河畔城鎮有科布列季。